# شهرستان السوده
ناحیهٔ السوده (به عربی: مدیریة السودة) یک ناحیه در یمن است که در استان عمران واقع شده‌است.
ناحیهٔ السوده ۳۲٬۱۶۹ نفر جمعیت دارد.